# Edme-François Jomard
Edme-François Jomard (født 17. november 1777, død 22. september 1862 i Paris) var en fransk geograf, kartograf, ingeniør og arkæolog. Han redigerede Description de L'Egypte 'og var medlem af Institut d'Egypte oprettet af Napoleon. Han overvågede uddannelsesmæssige og kulturelle missioner sendt til Frankrig fra Egypten af Muhammad Ali af Ægypten.

## Liv og gerninger
Jomard blev uddannet ved Collège Mazarin, École nationale des ponts et chaussées og École Polytechnique i Paris og blev i 1798 som ingeniør og geograf sendt til Ægypten som medlem af den videnskabelige ekspedition, Napoleon medtog. Han foretog en mængde nøjagtige topografiske og arkæologiske undersøgelser på flere steder i Ægypten og meddelte en del af sine resultater i det af Napoleon oprettede videnskabelige institut i Kairo, der optog ham som medlem. Efter tabet af Ægypten måtte Jomard vende tilbage til Frankrig, hvorfra han 1803 foretog en geologisk undersøgelsesrejse i Pfalz og Böhmen.
Kort efter blev det overdraget ham at være en af hovedredaktørerne af det store værk, som staten lod udgive under titlen Description de l’Égypte, såvel beskrivelse som billedværk. Udgivelsen af værket tog omtrent en snes år. Jomard skrev selv i værket flere gode afhandlinger af topografisk og arkæologisk indhold.
Jomard blev i 1818 medlem af instituttet. I 1828 ansattes han ved Nationalbiblioteket (Bibliothèque nationale) i Paris, for hvis kortafdeling han 1839 blev leder (conservateur) for.

## Interesse for folkeskolevæsen
Jomard interesserede sig også levende for folkeskolevæsenet, særlig for den "indbyrdes undervisning", som han 1814 havde studeret på en rejse i England.

## Société de géographie ogJournal d'un voyage a Temboctou
Jomard var den egentlige stifter af det franske geografiske selskab Société de géographie i Paris. Gennem sit medlemskab af dette selskab var han indblandet i at hædre den franske opdagelsesrejsende René Caillié med en pris på 10.000 franc for at være den første europæer til at vende tilbage fra Timbuktu. Han bidrog også til, og redigerede, Cailliés beretning om sine rejser, "Journal d'un voyage a Temboctou et à Jenne dans l'Afrique Centrale, ...", der blev udgivet i 1830. Arbejdet blev blandt andet oversat til engelsk og offentliggjort som "Rejser gennem Centralafrika til Timbuktu og på tværs af den store ørken til Marokko...".

## Forskning i hieroglyffer
Han gav sig også af med studiet af hieroglyfskrift og opdagede her taltegnene, jævnfør hans: Notices sur les lignes numériques des anciens Egyptiens (1816—19). Jomard stod for en fortrinlig samling af gamle kort: Monuments de la géographie (i 8 bind med atlas, 1842—1862). Han udgav Cailliaud’s Voyage à l’Oasis de Thèbes (1820) og Drovetti’s Voyage à l’Oasis de Syouah (1823) med oplysende noter.

## Description de l'Egypte
Offentliggørelsen af den skelsættende, udvidede Description de l'Egypte (Beskrivelse af Egypten) skete ved dekret af Napoleon Bonaparte i 1802. Denne skelsættende publikation om egyptologi blev til ved et samarbejde mellem omkring 150 fremtrædende fransk videnskabsmænd og forskere og 2.000 teknikere og kunstnere. Det er redegørelsen for Napoleon Bonapartes Kommissionens des Sciences et des Arts (Kommission for Videnskab og Kunst), der ledsagede den franske ekspedition i Egypten og Syrien 1798-1801.